# Лихополье (Гадячский район)

Лихополье (укр. Лихопілля) — село,
Березоволукский сельский совет,
Гадячский район,
Полтавская область,
Украина.
Код КОАТУУ — 5320480702. Население по переписи 2001 года составляло 105 человек.

## Географическое положение
Село Лихополье находится в 3-х км от левого берега реки Хорол,
в 0,5 расположено село Березовая Лука.
По селу протекает пересыхающий ручей с запрудой.

## История
- 1620 — дата основания как села Смеляны.
- 1922 — переименовано в село Лихополье.